# Reyes Estévez

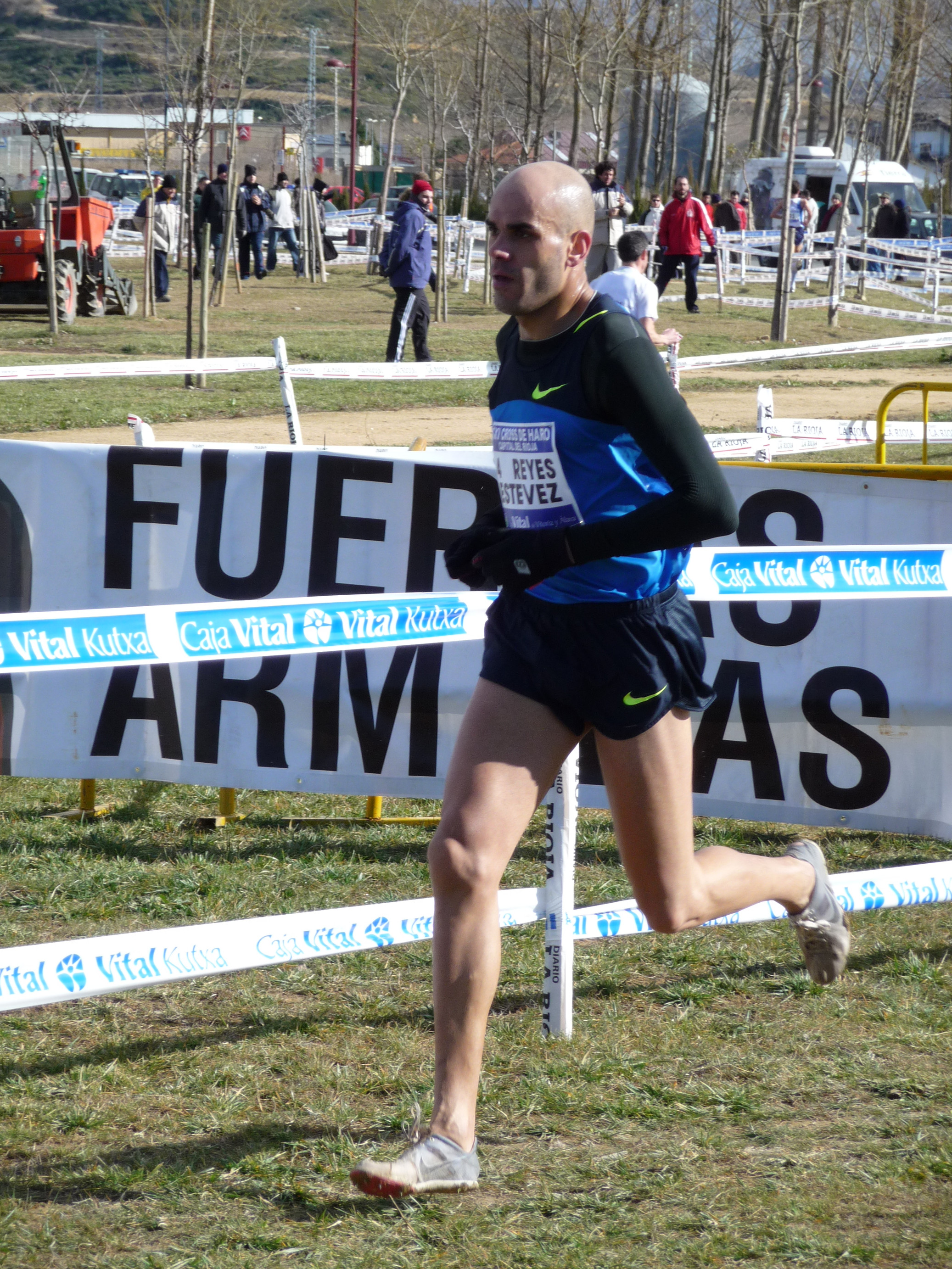
Reyes Estévez 2009 beim Crosslauf

Reyes Estévez (Reyes Estévez López; * 2. August 1976 in Cornellà de Llobregat) ist ein spanischer Mittelstreckenläufer.
Reyes Estévez wurde 1993 und 1995 Junioreneuropameister im 1500-Meter-Lauf. 1997 gewann er bei den U23-Europameisterschaften. 
Nachdem Estévez bei den Olympischen Spielen 1996 in Atlanta im Semifinale ausgeschieden war, konnte er 1997 seine erste Medaille im Erwachsenenbereich gewinnen, als er bei den Weltmeisterschaften in Athen die Bronzemedaille hinter Hicham El Guerrouj aus Marokko und seinem Landsmann Fermín Cacho gewann.
1998 siegte Estévez bei den Europameisterschaften in Budapest vor dem Portugiesen Rui Silva. Bronze gewann der Europameister von 1994 Cacho.
1999 bei den Weltmeisterschaften in Sevilla lief Estévez seine schnellste Zeit, als er in 3:30,57 min erneut Bronze gewann, diesmal hinter El Guerrouj und dem Kenianer Noah Ngeny.
Die Saison 2000 verpasste Estévez weitgehend, aber bei den Hallenweltmeisterschaften 2001 in Lissabon war er wieder da und gewann Silber hinter Rui Silva, aber vor Noah Ngeny. Bei den Weltmeisterschaften in Edmonton belegte Estévez Platz fünf.
2002 wurde Estévez Zweiter bei den Europameisterschaften in München hinter dem Franzosen Mehdi Baala und vor Rui Silva.
Nach einem sechsten Platz bei den Weltmeisterschaften 2003 in Paris/Saint-Denis und einem siebten Platz bei den Olympischen Spielen 2004 in Athen konnte er bei den Halleneuropameisterschaften 2005 in Madrid noch einmal zwei Medaillen gewinnen, als er über 1500 und über 3000 Meter jeweils Dritter wurde.
Reyes Estévez hat bei einer Größe von 1,87 m ein Wettkampfgewicht von 70 kg. 